# Мамзер
Мамзе́р (от ивр. ממזר‎) в иудаизме — ребёнок, родившийся у еврейской женщины в результате запрещённой непосредственным указанием Торы связи, за которую полагается суровое наказание, например, в результате инцеста или у замужней женщины в результате супружеской измены.
Консервативное и либеральное течения в иудаизме не признают существование мамзеров и не присваивают такой статус детям. 

## Описание
Практическое значение этого статуса состоит в том, что мамзеры, согласно галахе, могут вступать в брак либо с такими же мамзерами, либо с прошедшими гиюр. Подобный статус получают также и дети мамзеров, и, таким образом, он передаётся последующим поколениям. Это уникальный для еврейского религиозного права случай наказания невиновных за нарушения, совершённые другими людьми.
Раввинские суды не инициируют подробного выявления происхождения человека и стараются избегать провозглашения кого-либо мамзером, из-за суровости этого клейма, даже во вполне очевидных случаях. Например, когда жена родила через год после ухода мужа-моряка в плавание, мудрецы предлагают говорить про необычно долгую беременность. Однако, если муж родившей женщины отрицает своё отцовство, то есть вероятность, что ребёнок будет записан как «мамзер» или «предположительно мамзер» и попадёт в общеизраильский список лиц, вступление в брак которых ограничено. В таких случаях статус, как правило, устанавливается ещё во время беременности.
Иногда к внебрачным еврейским детям неверно применяют термин «мамзер», что является ошибкой, поскольку к мамзерам относятся только дети, рождённые у замужней еврейской женщины в результате прелюбодеяния, или дети, рождённые в результате инцеста. На внебрачного ребёнка религиозное право особого клейма не ставит.
Проблема статуса мамзеров усложняется тем, что корректная бракоразводная процедура отлична для разных течений иудаизма.
В еврейской народной лексике слово «мамзер» часто применяется как синоним хитрого, изворотливого человека, видимо, на основании содержащегося в Иерусалимском Талмуде мнения, что «большинство мамзерим — смышлёные» (Кид. 4:11, 66в).